# Конкурс «Benois de la Danse»
Конкурс «Benois de la Danse» (Бенуа танцю) — один з найпрестижніших балетних конкурсів. Проводиться щорічно (з 1992 року) у Міжнародний день танцю. Спочатку замислювався як балетний гала-концерт, в якому були б представлені найкращі світові постановки та зібрані разом найкращі представники різних балетних шкіл та сучасних напрямків. Восени 1992 року набув підтримки ЮНЕСКО.

## Історія премії
Приз та фестиваль «Бенуа танцю» було названо на честь художника Олександра Бенуа. У 1992 році онуковий племінник Олександра Бенуа, французький архітектор Ігор Устинов, створив статуетку, яка вручається переможцям як премія.
До складу журі премії входять визначні артисти балету, балетмайстери та діячі хореографії з різних країн. Беззмінним головою журі є балетмейстер Юрій Григорович. Премія дається в номінаціях «найкраща балерина», «найкращий танцівник» та «найкращий хореограф». Також за рішенням журі надається премія «За життя в мистецтві» (фр. Prix récompensant toute une carrière) і, у виняткових випадках, найкращому композитору та кращому сценографу. Окрім статуетки, яка є призом для лауреатів, журі відзначає всіх претендентів на приз дипломами.
З розвитком щорічного проекту фестиваль набув соціальної сторони: частина коштів призначалася для надання матеріальної підтримки ветеранам балету. 1996 року фестиваль був включений до програми ЮНЕСКО «Всесвітнє десятиліття культури».
2002 року російське Міністерство культури включило проект у федеральну програму «Культурна спадщина Росії», але 2009 року припинило фінансування проекту.
Перший гала-концерт відбувся у Москві, на сцені Великого театру у Міжнародний день танцю, 29 квітня 1992 року, і влаштовувався там щорічно до 1995 року, коли Григоровича було звільнено з театру. 29 квітня 1996 року Benois de la dance відбувся в Парижі під патронажем ЮНЕСКО. Наступного 1997 року — на сцені Національного театру Варшави, 1998 року повернувся до Москви і пройшов у Кремлівському палаці з'їздів. 1999 року відбувся на сцені Берлінської опери, 2000-го року — на сцені Штутгартської опери, наступні роки знову проходив у Москві, у Великому театрі і втратив прив'язку до Дня танцю.
Після того, як у 2004 році до програми фестивалю увійшов гала-концерт «Зірки Бенуа де ла Данс — лауреати різних років», фестиваль став проводитись протягом двох вечорів.
2012 року, після закінчення реконструкції Великого театру, він знову після довгої перерви повернувся на сцену, де починався двадцять років тому. Аж до 2014 року церемонію нагородження лауреатів традиційно проводив Святослав Белза.

## Номінації
- Найкращий балетмейстер
- Найкраща артистка балету
- Найкращий артист балету
- «За життя в мистецтві»
- Найкращий композитор
- Найкращий сценограф

## Лауреати

### Найкраща артистка балету
- 1992 — Надія Грачова  Росія
- 1993 — Ізабель Герен  Франція
- 1994 — Сільві Гіллем  Велика Британія
- 1995 — Галина Степаненко  Росія , Домінік Кальфуні  Франція
- 1996 — Діана Вишнева  Росія
- 1997 — Уляна Лопаткіна  Росія
- 1998 — Марі-Клод П'єтрагала  Франція, Юлія Махаліна  Росія
- 1999 — Елізабет Платель  Франція, Сю Джин Кан  Південна Корея
- 2000 — Джулі Кент  США, Алессандра Феррі  Італія
- 2002 — Орелі Дюпон  Франція, Анастасія Волочкова  Росія
- 2003 — Лючія Лакарра  Іспанія
- 2004 — Аліна Кожокару  Велика Британія
- 2005 — Світлана Захарова  Росія, Марі-Агнес Жилло  Франція
- 2006 — Катерина Кондаурова  Росія , Кім Чжу Вон  Південна Корея
- 2007 — Ан'єс Летестю  Франція, Світлана Лунькіна  Росія
- 2008 — Тамара Рохо  Іспанія, Сільвія Аццоні  Німеччина
- 2009 — Наталія Осипова  Росія, Кірсті Мартін  Австралія
- 2010 — Елен Буше  Німеччина
- 2011 — Берніс Копп'єтерс  Монако, Чжу Янь  КНР
- 2012 — Аліна Кожокару  Велика Британія
- 2013 — Ольга Смирнова  Росія
- 2014 — Маріко Кіда  Японія, Поліна Семіонова  Росія
- 2015 — Світлана Захарова  Росія
- 2016 — Алісія Аматріан  Іспанія, Ханна О'Ніл  Франція
- 2017 — Людмила Пальєро ( Аргентина), Марія Річетто ( Уругвай)

### За життя в мистецтві
- 2000 — Алісія Алонсо  Куба
- 2002 — Руді ван Данціг  Нідерланди
- 2002 — Вільям Форсайт  Німеччина
- 2003 — Михайло Баришников  США
- 2003 — Моріс Бежар  Франція
- 2003 — Марина Семенова  Росія
- 2005 — Тріша Браун  США
- 2005 — Ханс ван Манен  Нідерланди
- 2006 — Матс Ек  Швеція
- 2007 — Лоран Ілер  Франція
- 2008 — Фернандо Алонсо  Куба
- 2010 — Петер Фармер  Велика Британія
- 2010 — Охад Нахарін  Ізраїль
- 2011 — Тур ван Шайк  Нідерланди
- 2012 — П'єр Лакотт  Франція
- 2014 — Брижит Лефевр  Велика Британія
- 2017 — Марсія Хайде ( Бразилія)